# 卡諾帕斯島
卡諾帕斯島（英語：Canopus Island）是南極洲的島嶼，位於麥克羅伯特森地，處於卡諾帕斯岩東南面2公里的霍姆灣，屬於卡諾帕斯群島的一部分，根據挪威探險隊拍攝的空中照片繪入地圖，現時由南極條約體系管理。